# Fidêncio Graciano de Pina
Fidêncio Graciano de Pina, foi um militar e político brasileiro (Itu,1769 — Pirenópolis, 4 de agosto de 1847).
Foi o 3º Imperador da Festa do Divino de Pirenópolis.

## Histórico
Irmão unilateral do Vigário de Itu, nasceu na Freguesia de Nossa Senhora da Conceição de Irajá, Diocese do Rio de Janeiro. 
Devido a uma desavença entre Fidêncio e o filho do Vice-Rei Dom Luís de Vasconcelos e Sousa, 4.º Conde de Figueiró, da qual saiu esbofeteado o fidalguinho lusitano, os horizontes cariocas se turvaram para o Padre  Luiz de Pina que era seu pai, que preferiu retirar-se da Capital da Colônia, a ver seu filho sofrer violências, feitas pelo vice-rei. Partiram para Capitania de Goyaz, onde foram para Meia Ponte, hoje Pirenópolis. Ali em 6 de maio de 1833, tomou posse do cargo de juiz de paz, que dividiu a Vila de Meia-Ponte em quatro distritos, em obediência ao Decreto Imperial
de 13 de dezembro de 1832, tomando posse do Distrito da Capela do Rio do Peixe, para p 1º, 2º, 3º, 4º anos, respectivamente. Casou com Maria da Conceição Rocha, enteada do Comendador Joaquim Alves de Oliveira, comandante de Meia-Ponte. Foi sepultado na Matriz de Pirenópolis

## Filiação
- - Capitão Braz Luiz de Pina